# Better (sång)
"Better" är en låt av det amerikanska bandet Guns N' Roses. Låten är spår 3 på albumet Chinese Democracy från 2008, och är 4 minuter och 59 sekunder lång. Den utgavs som andra singel från Chinese Democracy den 17 november 2008. 
Låten är skriven av Axl Rose och Robin Finck.

## Bakgrund
Låten dök år 2006 upp i en reklamfilm för det amerikanska motorcykelfabrikatet Harley-Davidson, och har även spelats live under Chinese Democracy-turnén 2001-2007. Demos av låten läckte ut på internet i februari 2006, maj 2007 och juni 2008.
Rose dök den 11 december 2008 upp på två Guns N' Roses-internetforum, och besvarade där frågor om Chinese Democracy. Han berättade bland annat att en musikvideo till Better skulle släppas i slutet av året.

## Mottagande
Låten har fått främst positiva recensioner av professionella kritiker. Musiktidningen Rolling Stone skrev att Better lät som en klassisk Guns N' Roses-låt, och att den lika gärna kunde kommit från Use Your Illusion-eran, och de amerikanska internettidningarna allmusic och PopMatters skrev båda att låten var en av de bästa och mest lättillgängliga låtarna på Chinese Democracy. Expressen skrev däremot att låten var billig och tjatig och att refrängen sänker de annars coola gitarriffen.

## Listplaceringar
| Lista (2008)                           | Topplacering |
| -------------------------------------- | ------------ |
| USA:s Billboard Hot Modern Rock Tracks | 18           |

## Instrumentation
- Sång: Axl Rose
- Kör: Dizzy Reed, Tommy Stinson, Chris Pitman
- Gitarr: Robin Finck, Paul Tobias, Richard Fortus, Buckethead, Bumblefoot
- Gitarrsolo: Buckethead, Robin Finck
- Elbas: Tommy Stinson
- Sub-bas: Chris Pitman
- Trummor: Bryan Mantia, Frank Ferrer
- Keyboard: Robin Finck, Dizzy Reed, Chris Pitman